# Pawel Petrowitsch Melnikow

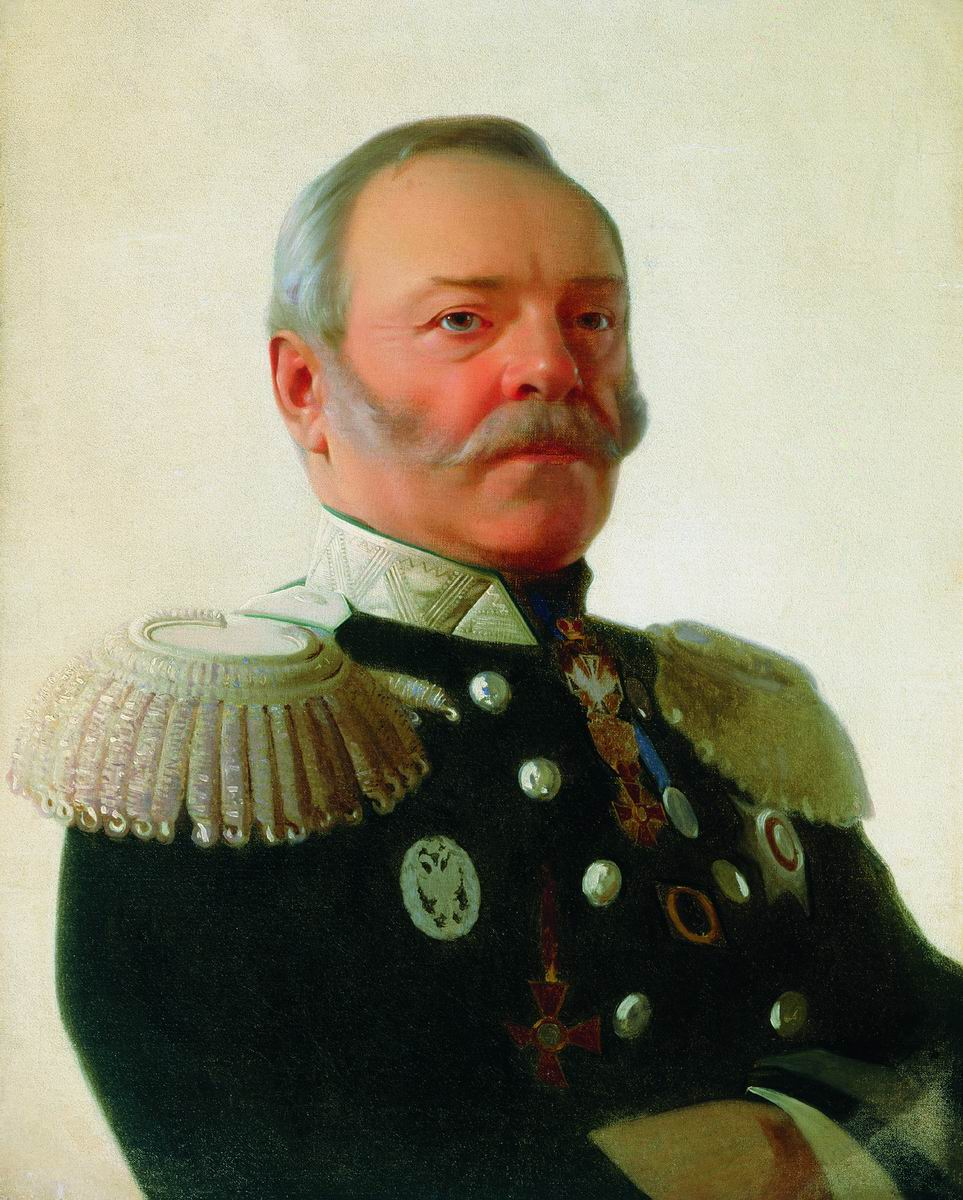
Pawel Petrowitsch Melnikow (Porträt von Sergei Konstantinowitsch Sarjanko, 1869)

Pawel Petrowitsch Melnikow (russisch Павел Петрович Мельников; * 22. Julijul. / 3. August 1804greg. in Moskau; † 22. Julijul. / 3. August 1880greg. in Ljuban) war ein russischer Ingenieur, Hochschullehrer, Eisenbahn-Pionier und erster Verkehrsminister Russlands.

## Leben
Melnikow war der Sohn eines adligen Kollegienassessors. Nach Baron Andrei von Delwig, späterer Mitarbeiter Melnikows, waren er und sein jüngerer Bruder Alexei uneheliche Söhne des Oberstallmeisters Pjotr Nikiforowitsch Beklemischew (1770–1852), der darauf deren Mutter mit dem Beamten Pjotr Melnikow verheiratete.
Melnikow besuchte 1818–1820 die Krjaschew-Adelspensionatschule in Moskau, die ihm hervorragenden Eifer bescheinigte. Danach studierte er an der Verkehrswege-Militärhochschule, die er 1822 als Leistungsbester abschloss. Darauf war er Fähnrich im Baukommando und studierte an der St. Petersburger Verkehrsingenieursuniversität. 1823 wurde er in das Verkehrsingenieur-Korps aufgenommen, und 1824 war er Unterleutnant. 1825 nach Beendigung seines Studiums als Leutnant und Leistungsbester wurde er Repetitor für Angewandte Mechanik an der Verkehrsingenieursuniversität.
1826 wurde Melnikow in das Projekt zur Verbesserung der Wolchow-Stromschnellen abkommandiert. 1829 wurde er Kapitän und 1832 Major. 1833 berief ihn die St. Petersburger Verkehrsingenieursuniversität als Professor und Leiter des Lehrstuhls für Angewandte Mechanik. 1833–1841 projektierte er einen 6 km langen Deich in Dünaburg auf dem rechten Ufer der Düna zum Schutz der Stadt gegen Überschwemmungen durch die Frühlingshochwasser.
1835 gab Melnikow das erste Lehrbuch über den Eisenbahntransport in Russland heraus: Über die Eisenbahn. 1837 wurde er Oberstleutnant und 1841 Oberst. 1839–1840 wurde er zusammen mit N. O. Kraft in die USA geschickt zum Studium des dortigen Eisenbahnwesens. 1841 legte Melnikow seinen 664-seitigen Bericht Technische Beschreibung der Eisenbahnen der nordamerikanischen Staaten vor, der von der Verkehrszeitschrift dann abschnittsweise veröffentlicht wurde. Als einer der Schöpfer des Projektes Eisenbahn St. Petersburg-Moskau (1842–1851) (mit einer Spurweite von 5 Fuß, die dann Standard wurde) überzeugte er Zar Nikolaus I., mit dem Bau dieser Eisenbahnstrecke, der Nikolaibahn, zu beginnen. Sie war – abgesehen von der kurzen Zarskoje-Selo-Bahn – die erste Langstrecken-Eisenbahn in Russland. 1847 wurde Melnikow Generalmajor.
1857–1858 führte Melnikow zusammen mit dem Architekten K. A. Thon und dem Ingenieur D. I. Schurawski die Neugestaltung des Turmhelms der Peter-und-Paul-Kathedrale der Peter-und-Paul-Festung in St. Petersburg durch, dessen Holzkonstruktion durch eine Metallkonstruktion ersetzt wurde. 1859 wurde Melnikow zum Generalleutnant ernannt. Seit Dezember 1858 war er Ehrenmitglied der Russischen Akademie der Wissenschaften in St. Petersburg.
1862–1869 leitete Melnikow das Verkehrswege-Amt, das 1865 in Hauptverwaltung Verkehrswesen umbenannt wurde und das erste russische Verkehrsministerium war. Während dieser Zeit wuchs das russische Eisenbahnnetz auf über 7000 km. Er plante und baute die ersten Eisenbahn-Magistralen, und er beschäftigte sich wissenschaftlich mit dem Eisenbahn-Waggonbau. Er entwickelte eine Formel für die Berechnung des Fahrwiderstandes von Schienenfahrzeugen. Er konstruierte Waggon-Rahmen und -Aufbauten. Er machte Vorschläge für Abmessungen und Materialien von Rädern, Radsätzen und deren Lager für Waggons für normale und erhöhte Geschwindigkeiten. Er führte eine manuell zu betätigende Bremse ein und begrenzte die Waggon-Masse.
1869 schied Melnilow als Ingenieur-General aus seinem Amt, blieb aber Mitglied des Staatsrates und des Eisenbahnkomitees.
Melnikow fand sein Grab an seiner Bahnstrecke Sankt Petersburg–Moskau in Ljuban in der dortigen Peter-und-Paul-Kirche, die 1867 auf seine Initiative von K. A. Thon gebaut worden war. 1954 wurden seine Gebeine auf den Bahnhofsvorplatz überführt, auf dem 1955 ein Denkmal mit seiner Bronze-Büste errichtet wurde. 2000 wurden seine Gebeine in sein ursprüngliches Grab in der Peter-und-Paul-Kirche zurückgeführt, in der seit 1989 wieder Gottesdienste stattfinden.
2003 wurde in Moskau ein Denkmal mit der Bronze-Statue Melnikows (vom Bildhauer S. A. Schtscherbakow) auf dem Komsomolskaja-Platz errichtet, der gleichzeitig in Platz der drei Bahnhöfe umbenannt wurde. Gleichzeitig entstand am Kasaner Bahnhof ein Denkmal für die Schöpfer der russischen Eisenbahnen mit den Figuren von Melnikow und anderen. 2014 wurde eine Melnikow-Büste in Schumilino in der Wizebskaja Woblasz aufgestellt. In Dünaburg ist ein Melnikow-Denkmal auf der Düna-Uferpromenade geplant.